# Diospyros phuketensis
Diospyros phuketensis är en tvåhjärtbladig växtart som beskrevs av Phengklai. Diospyros phuketensis ingår i släktet Diospyros och familjen Ebenaceae. Inga underarter finns listade i Catalogue of Life.